# Тончи
Тончи, тонци, тонцы (айнск. «человек», «настоящий человек» либо «люди, живущие в земле») — народ, древнейшее автохтонное население острова Сахалин, северного Хоккайдо и Курил, а также нижнего Амура.
 
В ходе войн с бежавшими от японского истребления айнами-выходцами с осторовов Хонсю и Хоккайдо, были почти полностью уничтожены, а остатки тончей ассимилированы айнами.
 Являются носителями Сусуйской культуры.
На Сахалине находят предметы материальной культуры тончей, в том числе и остатки крепостей (например, в Сирануси).

## Открытие и первые исследования
В 1877 году американский зоолог и востоковед Эдвард Морс обратил внимание на выходившие на поверхность земли крупные скопления раковин в местечке Оомори (равнина Канто на острове Хонсю). Наблюдательность этого исследователя, изначально изучавшего брахиоподов (плеченогих) прибрежных вод Японского архипелага, положила начало археологическому изучению Японии.
Совместно с японцами он провёл в Оомори раскопки и обнаружил там древнее поселение с раковинными кучами. Во время раскопок наряду с превосходно изготовленными каменными орудиями и керамическими сосудами были найдены фрагменты человеческих костей. Данные кости были расколоты так, как будто из них извлекался костный мозг.
Основываясь на этом, Э. Морс пришёл к выводу, что он раскопал стоянку древних каннибалов (людоедов). А так как каннибализм не был известен ни айнам, ни японцам, американский исследователь выдвинул гипотезу о том, что стоянка Оомори принадлежала неизвестным доайнским племенам, которые он назвал «протоайнами».
Гипотеза Э.Морса о том, что Японские острова первоначально были заселены предшественниками айнов нашла подтверждение в айнском фольклоре. Так во второй половине XIX века на Хоккайдо была записана айнская легенда о народе коропокгуру.
На рубеже 70-80-х гг. XIX века взгляды Э.Морса развил английский исследователь Джон Мильн, считавший, что народ коропокгуру действительно существовал и в древности населял остров Хоккайдо.
По мнению Д. Мильна, коропокгуру были вытеснены оттуда айнами и заселили Сахалин, Курильские острова и юг Камчатки.
В конце 80-х гг. XIX — начале XX вв. айнские предания о коропокгуру наряду с материалами первых археологических и антропологических исследований на Японских островах стали основой для теории профессора антропологии Токийского университета Сёгоро Цубои, считавшего, что древнее население Японских островов не было связано ни с айнами, ни с японцами.
С. Цубои считал, что айны никогда не знали каменных орудий и керамических сосудов, не жили в землянках и не употребляли в пищу человеческое мясо. Орнамент на древней керамике не был похож на айнский. Сильно отличалось и строение скелетов древних людей и современных С. Цубои айнов.
Особое внимание С. Цубои уделял небольшим глиняным скульптурам, найденным в Японии на памятниках каменного века. Японский исследователь опознал среди них мужские и женские фигурки. На мужских фигурках не было бород, волосы завязывались узлом, вокруг глаз — снеговые очки. Женские фигурки имели сложную прическу, лица были закрыты масками. Фигурки были одеты в рубахи глухого покроя и штаны. Для украшения были использованы лабретки.
По мнению С. Цубои все вышеназванные особенности с одной стороны резко отличали изображенных древними скульпторами людей от айнов, а с другой — делали их похожими на эскимосов. Это проявлялось в физическом типе (безбородые круглые лица), в прическе и покрое одежды, в употреблении снеговых очков и масок, в обычае носить лабретки. Подобно эскимосам, древнее население Японских островов жило в землянках и пользовалось каменными и костяными орудиями.
Вместе с тем, С. Цубои видел между эскимосами и коропокгуру определённые различия и не рассматривал первых в качестве прямых потомков последних. Однако связь между ними не вызывала у него никаких сомнений.
Уже в конце XIX — начале XX вв. гипотеза С. Цубои была подвергнута убедительной критике со стороны японского исследователя Ёсикио Коганеи.
Например, в ходе научной дискуссии Ё. Коганэи привёл довод, что, так же как и у тончей, у айнов были в прошлом землянки, а у курильских и сахалинских айнов они бытовали вплоть до начала XX века.

## Тончи на Сахалине
Сохранилось название полуострова Мукара энтрум (досл. «Топорный мыс»), где жили тончи — люди каменного века. Они, испугавшись айнских воинов, покинули полуостров, оставив на нём каменные топоры, стрелы и горшки.
Как считал А. Б. Спеваковский, термин тончи является, вероятно, не названием этноса или этнической группы, а обозначением по типу жилища (полуподземного), произошедшим от айнского тои — «земля». Это название в айнском языке применялось в равной степени как к айнам, так и к другим обитателям Дальнего Востока и дословно означало «жители земляного жилища».
В 1867—1868 гг. горный инженер И. А. Лопатин, путешествуя по Сахалину в поисках залежей угля,  обнаружил на северном берегу залива Терпения остатки древних земляных жилищ, обломки глиняных сосудов, топоры из камня. Он записал рассказы жителей-айнов о народе тойзи, ушедшем оттуда на север.

## Тончи и коропокгуру
В 1899 году японский антрополог Рюдзо Тории, отправленный Токийским унивеоситетом на Курилы для изучения айнов, записал в деревне Рубэцу от старой айнки 80 лет легенду о низкорослых карликах — коропокгуру, обитавших на Итурупе задолго до прихода айнов.
При опросе итурупских айнов Р. Тории выяснил, что «в древнее время люди, жившие на Итурупе, назывались «тойче-куру», т.е. люди, «живущие в земле».

### История тончей
В период максимального потепления климата, которое пришлось на IX — начало XI вв., уровень моря повысился против современного более чем на два метра и в устьях рек образовались теплые мелководные лагуны и эстуарии.
Климат стал не только тёплым, но и более влажным. Обводнение и потепление способствовали развитию рыболовства. Однако значительная подвижка границы дрейфующего льда на север снизила эффективность морского зверобойного промысла, особенно на юге региона.
Последнее обстоятельство подорвало основной источник питания мохэ на Курилах и Хоккайдо и вызвало их отток на север. В то же время, изменения климата, очевидно, способствовали расселению новых групп населения с континента на Сахалин, которые также как пришедшие на острова ранее племена мохэ — носители охотских культур — наряду с рыболовством и охотой занимались свиноводством и огородничеством.
Распространение на остров новой культуры связано и с политическими переменами на континенте — возвышением чжурчжэней и созданием в ходе их экспансии империи Цзинь.
Северные границы этого государства в XII веке не фиксировались, но граница влияния чжурчжэней на востоке включала не только Нижний Амур, но и Сахалин.
Археологи фиксируют практически одновременное распространение в X-XI вв. одинаковой керамики — плоскодонных сосудов с плоским венчиком и треугольными штампами — к северу и к востоку от Нижнего Амура, на континенте, и на всем Сахалине. Ранее эту культуру интерпретировали как финальный этап охотской культуры. Но впоследствии выяснилось, что степень её близости культурам Сусуя, Товада и Эноура не высока, и говорить об одной археологической культуре не приходится.
Об общности островных культур бассейна Амура, Сахалина, Хоккайдо и Курил в VII—XIII вв следует говорить лишь в наиболее общем смысле, на уровне не ниже понятий «монголоиды байкальского типа», «северные монголоиды» и т.д.
В XI—XII вв. культура Минами-кайзука переживала период своего расцвета. Поселения располагались не только на побережьях, но также в долинах рек, где кормиться можно было лишь рыболовством, огородничеством и свиноводством. Они многочисленны и известны везде, от крайнего юга до крайнего севера острова.
В первой половине XIII вв., на фоне пришедшего на смену теплу глобального похолодания и натиска чжурчжэней и кувэй, она проходит ряд изменений. Холод и сопутствующие ему подвижки ландшафтов, изменение состава растительности и животного мира подрывали экономику сахалинских племен. На более холодный климат по сравнению с предшествующим периодом указывает появление в шестиугольных жилищах наряду с очагами глинобитных печей.
Набор инвентаря в погребениях указывает на сильное влияние соседей с севера — обнаружены бронзовые ременные пряжки и бляхи, в точности копирующие изделия амурских чжурчжэней.
В конце XIII или начале XIV вв. культура Минами-кайзука на Южном Сахалине как будто бы неожиданно исчезает. Главной причиной оттока северных народов сначала с Хоккайдо и Курил, а затем и с Южного Сахалина, является вторжение кувэй. На большинстве средневековых поселений культурные слои культуры Минами-кайзука перестилаются протоайнскими.
Не совсем ясно, что же произошло с доайнским населением островов. Наиболее вероятно, что, потерпев цепь поражений и уменьшившиеся числом, северяне либо были ассимилированы племенами кувэй, либо мигрировали на север, где присоединились к своим сородичам.
Последняя версия наиболее правдоподобна. Она имеет подтверждения и в айнском героическом эпосе о завоевании Сахалина. Согласно айнским преданиям, до них на Хоккайдо обитали карлики — коропокгуру, которые, якобы, жили под лопухами и были вороваты. Согласно легенде, кража айнских жен стала причиной войны, в ходе которой коропокгуру были изгнаны прочь.
Легенда о тончах — предшественниках айнов на Сахалине почти в точности повторяет вышесказанное. Разница лишь в том, что здесь в роли коренного населения острова выступают не коропокгуру, а тончи — люди, живущие в землянках. По сахалинской легенде, побежденные айнами тончи бежали с острова в море на лодках. Причем айны упорно не признавали древние земляные жилища своими и называли их жилищами тончей.
Кто же такие тончи? Действительно ли на Сахалине жил народ с таким названием, или это имя искажено айнским произношением? Вероятнее всего, действительно существовал. В фольклоре орочей есть мужское имя — Тончи. Например, в записанном В.К. Арсеньевым предании об орочских родах один из последних мужчин орочского рода Бочинка носит это имя. В основу айнской легенды о тончах легло самоназвание одного из родов, противостоявших им наиболее сильно, а потому и запомнившихся им. Имя тончи больше нигде не встречается, зато речка с названием Бачинка есть на берегу залива Анива — в самом центре распространения культуры Минами-кайзука.
У версии об ассимиляции северного населения племенами кувэй есть веские доказательства. Антропологические исследования конца XX века показывают — айны Сахалина чрезвычайно метисированная группа, по своему физическому строению они значительно отличаются от сородичей с о-ва Хоккайдо. То же отмечаем на Камчатке и Северных Курилах — проникшие на север протоайны смешались с местным монголоидным населением.
Из описаний русских путешественников известно, что на севере Курильского архипелага проживали люди, внешне и по языку отличавшиеся от айнов Хоккайдо.

В 1622 году итальянский миссионер де Анджелис, побывав на острове Хоккайдо, написал следующее:

 «…туземцы (айны) ездят на три острова удаленные от о. Хоккайдо, закупать черепа морской выдры. Жители этих островов не имеют бород и говорят на совершенно другом языке».

Представляется, что это и есть ответ на загадку о тончах — монголоидное население завоеванных протоайнами островов влилось в состав племен победителей.
Почему же протоайны не уничтожили своих предшественников до конца? Дело в том, что в боях между племенами Дальнего Востока и Сибири мужчин-воинов обычно убивали, а женщин и детей, как большую ценность, забирали себе. Пленники впоследствии жили под одной крышей с хозяевами; служили домашними рабами, которые со временем превращались в домочадцев и родственников — членов большой патриархальной семьи. Таков механизм ассимиляции коренного населения пришлыми группами, в которых, как правило, преобладали мужчины-воины. Не исключено, что где-то кувэй и северяне были соседями и жили чересполосно. Однако в XIII веке кувэй становятся самым многочисленным и сильным народом в северной части островного мира.
Археологи отмечают исчезновение северных культур, например, Mинами-кайзука, и широкое распространение протоайнской культуры Найдзи.
Протоайнская культура со специфическим названием «найдзи» была выделена японскими археологами в 30-х гг. XX века. Территория этой культуры совпадает с ареалом проживания протоайнских племен в XIII-XVI вв. Таковы же её датировки.
В самом конце XII века японцы проникают на Хоккайдо. В это же время наибольшего могущества достигает чжурчжэньская империя Цзинь, оживает торговля между континентом и островным миром. Под влиянием восточно-азиатской цивилизации происходят изменения в культуре островного населения. Археологи фиксируют их по составу находок, в том числе, отмечается резкое увеличение количества предметов из железа, бронзы, стекла, а также полный отказ от каменных орудий труда.
Наиболее заметным для археологов является быстрое замещение керамики Сацумон железными и глиняными котлами типа Найдзи, напоминающими глубокие сковороды с массивными внутренними ручками–ушками — «найдзи» — для подвешивания над огнём. Поэтому то и сама культура протоайнов XIII—XVI вв. получила соответствующее название.
Согласно археологическим данным, свидетельства протоайнского влияния в XIII веке чаще встречаются на Курилах и реже на Сахалине. Летописные сведения говорят именно об этом столетии как о рубежном для нового появления предков айнов в обеих местностях.

### Культура
Свидетельства (устные от айнов) - показывают о том, что у тончей были каменные орудия, горшки из глины и, главное, лодки, подобные нивхским. Они жили в землянках; одну из них, четырёхугольной формы и очень большого размера раскопали в 1955 году. Тончи не держали ни собак, ни оленей, одевались в одежды, которые им давала охота и морской промысел, а также торговля с маньчжурами:

 «При переселении айну с острова Хонсю на Эзо (Хоккайдо - М.В.), на острове этом жил народ ростом меньше айну, безбородый. Народ этот жил в земляных юртах, крыши которых были покрыты главным образом листьями лопуха; они употребляли каменные орудия и глиняную посуду. Первоначально он поддерживал с айну мирные отношения и обменивался с ними товарами; но позднее у них в Токачи (местность на тихоокеанском побережье Хоккайдо - М.В.) произошли раздоры, они не хотели более оставаться по соседству с айну и постепенно перекочевали на север. Они приспособили себе из легкого материала челноки, в которых переправлялись по воде, по земле же они их переносили. Обыкновенно они носили одежду, но в юртах, может быть, ходили иногда голыми; об их прическе достоверно ничего не известно, но женщины, по-видимому, отчасти носили волосы срезанными, как и женщины айну; женщины татуировались вокруг рта, на кистях рук и до локтя; чему женщины айну стали подражать».

### Исследователи Сахалина о народе — тончи (тонци, тонцы)
Б. О. Пилсудский в своей работе «Аборигены Сахалина» писал:

 "Когда айны приехали на Сахалин, то застали там племя, живущее в землянках и делавшее горшки из земли. Называло оно себя «тонцями». Они были невысокого роста, но не совсем малы, волосы и глаза имели черные и не сильно отличались внешним видом от айнов. Женщины не татуировались. Платье носили короткое из звериных шкур или из маньчжурских материй; обувь была из нерпы. (Ни собак, ни оленя не держали — вариант). Рыбу ловили крючками, а не неводом. На соболя петель не ставили, а настораживали на зверя самострелы и ловушки. Тонци ездили в лодках, похожих на теперешние, гилякские, в Маньчжурию и привозили оттуда маньчжурские товары… От них айны узнали дорогу в Маньчжурию. Тонци были вороваты и особенное пристрастие имели к айнским женщинам, которых увлекали к себе, но еще чаще (впрочем, только на севере) насиловали и убивали. Это прощать айны уже не могли и время от времени с тонцями воевали… Вражда и войны с айнами заставили тонцей удалиться, и они уехали на своих лодках с острова… Относительно местности Тунайчи, например, сохранилось предание, что там жило 120 тонцей, а в Айнуро жило их еще больше — 160. Вообще же за обилие оставленных нарытых ям называют тонцев ещё «сикуру вэндэ камун», то есть «поверхность земли испортивший народ».